# Manfred Freyberger
Manfred Freyberger, né le 27 mars 1930 à Bressanone (Trentin-Haut-Adige) et mort le 16 septembre 1980 à Rome (Latium), est un acteur autrichien ayant fait carrière dans le cinéma italien.

## Biographie
Né dans le Tyrol du Sud de parents autrichiens, il grandit à Innsbruck. Il est actif au cinéma en Italie, surtout dans les années 1960 et 1970, dans des rôles essentiellement secondaires, surtout dans des films de guerre où il joue des soldats allemands, comme dans le film Les Derniers Jours de Mussolini ou dans les feuilletons Un estate un inverno, Ligabue. Cependant, il ne manque pas de rôles importants comme dans Il pap'occhio (1980) de Renzo Arbore, où il se fait passer pour le pape Jean-Paul II, avec une ressemblance convaincante, à la fois physique et personnelle. Longtemps malade d'un cancer, il meurt peu après la fin du tournage.

## Filmographie
- 1955 : Les Égarés (Gli sbandati) de Francesco Maselli
- 1961 : Milano nera de Gian Rocco et Pino Serpi
- 1962 : Haine mortelle (Odio mortale) de Franco Montemurro
- 1962 : La Colère d’Achille (L'ira di Achille) de Marino Girolami
- 1963 : Queste pazze, pazze donne (it) de Marino Girolami
- 1966 : Quando la pelle brucia de Renato Dall'Ara
- 1969 : Tre donne (it) : 1943 : un incontro d'Alfredo Giannetti
- 1969 : Mercanti di vergini de Renato Dall'Ara
- 1971 : Sabata règle ses comptes (Quel maledetto giorno della resa dei conti) de Sergio Garrone
- 1971 : Seuls les oiseaux volent en liberté (Siamo tutti in libertà provvisoria) de Manlio Scarpelli
- 1973 : Pain et Chocolat (Pane e cioccolata) de Franco Brusati
- 1973 : La padrina de Giuseppe Vari
- 1974 : Buck le Loup (Zanna Bianca alla riscossa) de Tonino Ricci
- 1974 : L'Homme sans mémoire (L'uomo senza memoria) de Duccio Tessari
- 1974 : Les Derniers Jours de Mussolini (Mussolini ultimo atto) de Carlo Lizzani
- 1974 : Portier de nuit (Il portiere di notte) de Liliana Cavani
- 1976 : Les Sorciers de l'île aux singes (Safari Express) de Duccio Tessari
- 1976 : La Ligne du fleuve (La linea del fiume) d'Aldo Scavarda
- 1976 : L'Agnese va a morire de Giuliano Montaldo
- 1976 : Le Désert des Tartares (Il deserto dei Tartari ) de Valerio Zurlini
- 1977 : SOS jaguar, opération casse gueule (Poliziotto sprint) de Stelvio Massi
- 1978 : Tutto suo padre (it) de Maurizio Lucidi
- 1978 : La Bataille des étoiles (Cosmo 2000 - Battaglie negli spazi stellari) d'Alfonso Brescia
- 1978 : La Grande bataille (Il grande attacco) d'Umberto Lenzi
- 1977 : Une poignée de salopards (Quel maledetto treno blindato) d'Enzo G. Castellari
- 1980 : Il pap'occhio de Renzo Arbore